# 米利夫齊 (赫梅利尼茨基州)
48°38′23″N 26°18′2″E / 48.63972°N 26.30056°E
米利夫齊（烏克蘭語：Мілівці），是烏克蘭的村落，位於該國西部赫梅利尼茨基州，由卡緬涅茨-波多利斯基區負責管轄，始建於1840年，面積0.93平方公里，2001年人口408，人口密度每平方公里436.8人。